# Boon et Pimento
Boon et Pimento est une série télévisée d’animation 3D produite par Cross River Productions et Xilam Animation en 2020. La série est diffusée sur la chaine Youtube Xilam TV.

## Fiche technique
- Réalisation : Robin Beaumont, Paul Szajner

- Bible littéraire : Virginie Boda

- Bible graphique : Paul Szajner
- Scénario : Robin Beaumont, Virginie Boda, Paul Szajner, Nathalie Mars, Zoé Guiet, Clément Savoyat
- Storyboard : Marion Dramard, Fabrice Carron, Clément Savoyat, Juliette Bringtown, Loran Crenn, Pascal David
- Chef décorateur : Denis Parrot
- Direction technique : Paul Szajner
- Dessinateurs : Robin Beaumont, Paul Szajner, Laure Ernenwein
- Modélisation 3D - Rig : Paul Szajner, Dorian Rodriguez, Cyril Limoges
- Layout : Rémi Osselez, Lucie Salançon, Dorian Rodriguez, Jérémy Frarier
- Animation : Robin Beaumont, Jérémy Frarier, Juliette Pécorard, Thaïs Di-Martino, Sylvain Rohart, Apolline Delporte
- Rendu et éclairage : Lucie Salançon, Rémi Osselez, Dorian Rodriguez, Paul Szajner
- Montage : Rémi Osselez, Denis Parrot, Gilad Carmel

- Sociétés de production : Cross River Productions en coproduction avec Xilam Animation
- Producteur délégué : Jérôme Nougarolis
- Directeur administratif et financier : Michel Dutheil
- Directrice du développement : Virginie Boda, assistée de Zoé Guiet
- Business development & marketing : Chrystel Poncet
- Administratrice de production : Armelle Couprie
- Direction de production : Déborah Da Cruz, Laurence Barret

- Ventes Internationales : Xilam Animation
- Directeur digital : Charles Courcier
- Responsable de postproduction : Manuel Yvernault
- Responsable de postproduction adjoint : Guillaume Vantroys, Assisté de Margot Schneiter
- Design sonore : Nicolas Maia, Manuel Drouglazet, Anne-Sophie Coste, Simon Venisse, Lesly Verderosa, Adrien Legleye

## Épisodes
1. Chaud Devant
2. Fatale Salade
3. Bubble Gum
4. Les Cascadeurs Bricoleurs
5. Dessiner Gagner
6. UFO
7. Buzzz
8. Happy Birthday
9. Hic
10. Pêche Miraculeuse
11. Rambo ou Picasso
12. A l'Attaque
13. Chat Perché
14. Pataplouf
15. Formule 1
16. Mon BFF
17. Tennis de Salon
18. Boom Shakalaka
19. Another One Bites The Dust
20. Sleeping Kitty
21. Rigole
22. Cocorico
23. Magic Show
24. Même Pas Peur
25. Y'a Pas Photos !
26. Au Voleur
27. Ainsi Font
28. Bulles de Noël
29. Noël en Carton
30. Pas d'Bras, Pas d'Chocolat

## Nominations et récompenses
- Festival international du film d'animation d'Annecy 2021